# Time Tells No Lies
Time Tells No Lies è il primo album dei Praying Mantis pubblicato nel 1981.

## Tracce
1. Cheated – 3:51
2. All Day And All Of The Night – 2:58
3. Running For Tomorrow – 3:41
4. Rich City Kids – 3:48
5. Lovers To The Grave – 4:52
6. Panic In The Streets – 3:43
7. Beads Of Ebony – 5:28
8. Flirting With Suicide – 5:04
9. Children Of The Earth – 5:37
10. Thirty Pieces Of Silver – 3:54
11. Flirting With Suicide – 5:07
12. Panic In The Streets – 3:50